# Azaratou Bancé
Pour les articles homonymes, voir Bancé.
Azaratou Bancé est une actrice de cinéma, réalisatrice et productrice burkinabè. Elle est la présidente de l’association Taafé Vision qui accompagne des femmes et jeunes filles dans la production des œuvres cinématographiques.

## Biographie

### Enfance & Etudes
Azaratou Bancé naît en 1979 en Côte d’Ivoire. En 1999, elle rentre au Burkina Faso pour poursuivre ses études à l’université Joseph Ki-Zerbo en Gestion Administratives et Culturelle. Elle y a également obtenu une licence en Études anglophones en 2003.  
Elle est la présidente de l'association de Taafé Vision,,. 

## Activités sociales
Azara Bance est la présidente de l'association Taafé Vision , qui œuvre pour une plus grande représentativité des femmes dans l'industrie cinématographique burkinabè. Elle est aussi la secrétaire de l’association «Succès Cinéma Burkina Faso» dont les actions sont orientées vers la promotion des films à petits budgets. Egalement, elle a occupé des rôles de consultante pour des projets visant à promouvoir les droits des femmes et l'égalité des genres dans les secteurs culturels et audiovisuels.

## Filmographie

### Séries télé
- Fabiola (saisons I à III) (2016, 2017, 2018)
- L'équipe des belles rebelles
- Avocat des causes perdues (saisons I à IV)
- Wambi (saisons I à IV) (2004, 2005,2006 et 2007)
- La sacoche (2013)

### Courts métrages
- Kanu
- Aïcha
- Le poids du déshonneur
- Les inséparables
- Djamanu Potal en 2015
- La lutte de Fatim en 2013

### Longs métrages
- Épine du Sahel
- Les trois lascars
- Le bonnet de Modibo
- Famille sacrée(2016)
- Le foulard noir (2011)